# Smith College

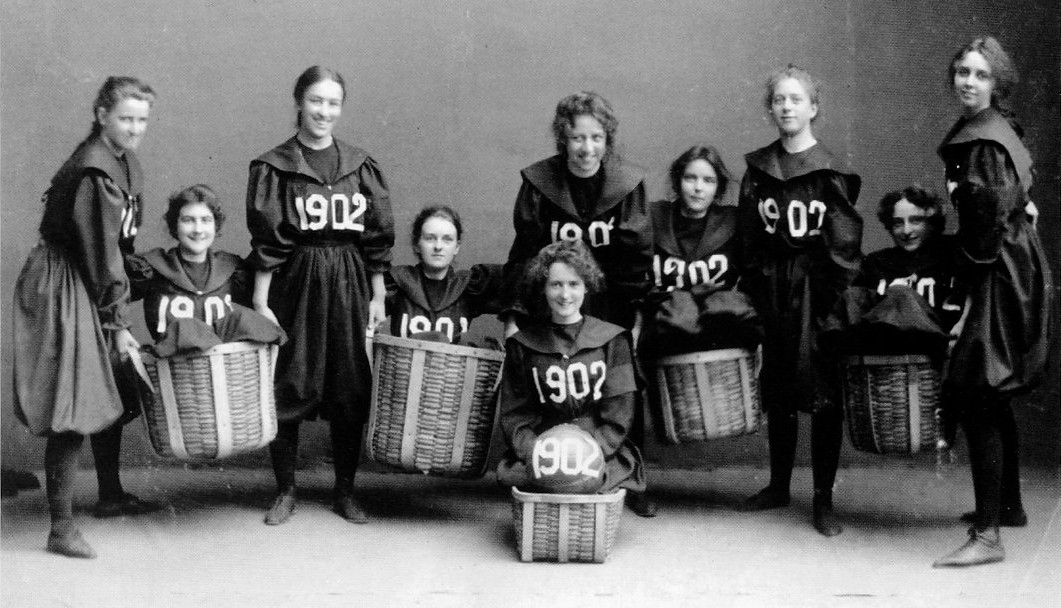
Equipo de baloncesto, 1902

Smith College es una universidad privada femenina estadounidense ubicada en Northampton, Massachusetts. A pesar de que sus programas de licenciatura solo están disponibles para mujeres, sus programas de postgrado también están disponibles para hombres. Es el miembro más grande de las Seven Sisters. Smith también es miembro del Five College Consortium, que permite a sus estudiantes tomar clases en la otras cuatro instituciones del Pioneer Valley: Mount Holyoke College, Amherst College, Hampshire College, y University of Massachusetts Amherst. En la edición 2019 del U.S. News & World Report, Smith se posicionó en el 11º lugar de las Mejores Universidades de Artes Liberales.

## Características
Es el miembro más grande de las Seven Sisters, universidades que solo aceptan, o aceptaban, estudiantes femeninas. También forma parte de los Five Colleges, confederación local de universidades vecinas, que incluyen también a Hampshire College, Amherst College, Mount Holyoke College y Universidad de Massachusetts Amherst.
Algunas de las mujeres famosas que se recibieron del Smith College son: Gloria Steinem, Julia Child, Sylvia Plath, Betty Friedan, Madeleine L'Engle, Yolanda King, Anne Morrow Lindbergh, Nancy Reagan, Jean Bodman Fletcher, Sarah Pillsbury Harkness, entre muchas otras.
Hoy 2600 estudiantes de una gran diversidad étnica y racial asisten a Smith College.

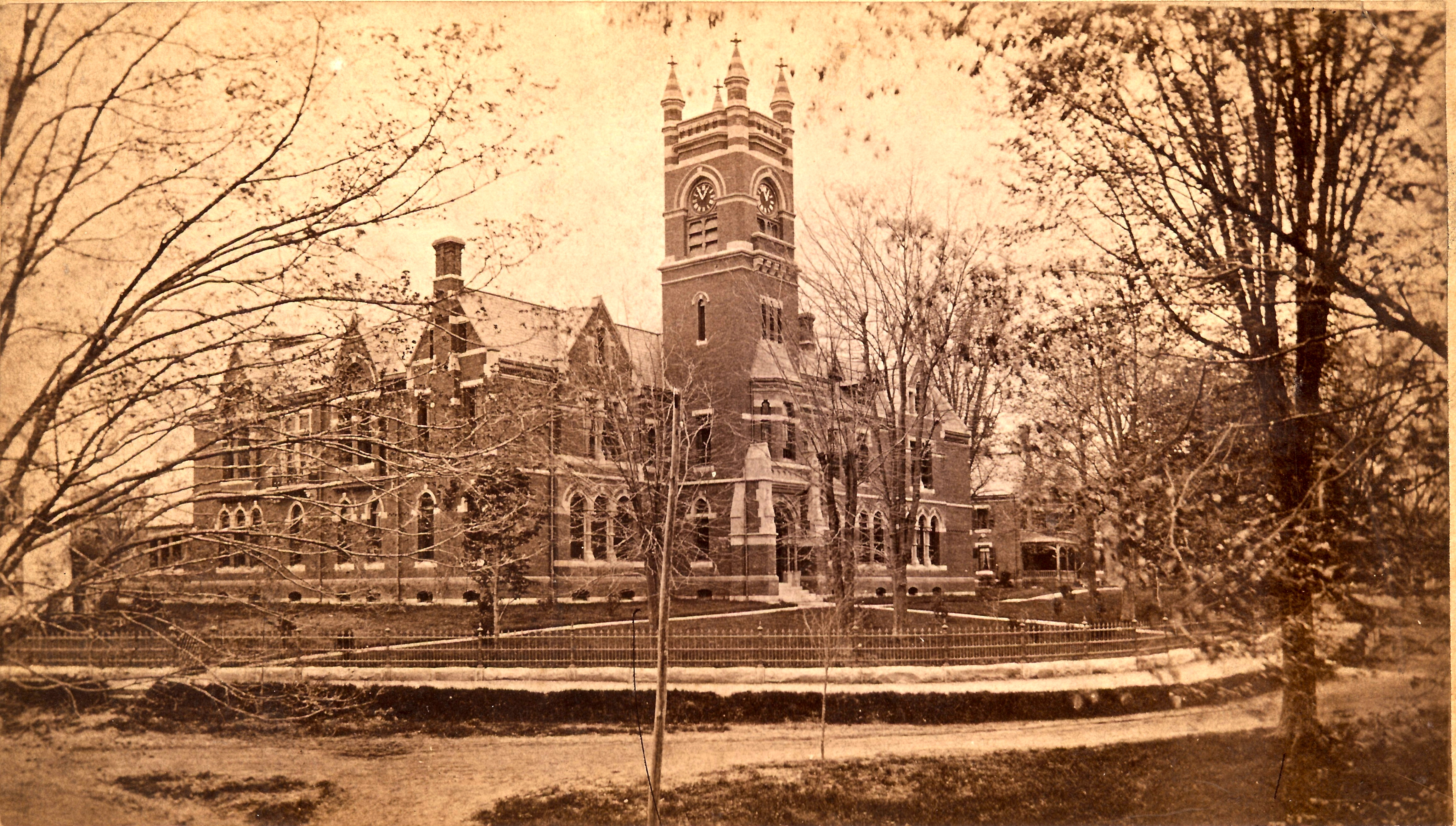
Elm St College Hall Smith College

## Historia
Fundada como tal en 1871. Empezó en 1875 con 14 estudiantes y 6 profesores. Sophia Smith heredó la riqueza de su familia cuando tenía 65 años y decidió fundar una universidad de mujeres para cumplir con lo que ella consideraba su obligación moral. Al morir se cumplió su voluntad.
Esta universidad es también importante porque en ella se inició el baloncesto femenino. Senda Berenson era una profesora de Educación Física quien adaptó las reglas de James Naismith para su versión femenina del deporte en 1892.